# Oxyacodon
Oxyacodon es un género extinto de condilardros de la familia Periptychidae endémica de Norteamérica durante el Paleoceno temprano que vivieron hace 65 a 63,3 millones de años.

## Taxonomía
El género Oxyacodon fue definido por Osborn y Earle (1895). Su especie tipo es Oxyacodon apiculatus. Fue asignado a Periptychidae por Osborn y Earle (1895) y Carroll (1988), y a Conacodontinae por Archibald (1998), Eberle (2003) y Middleton y Dewar (2004).
Los fósiles se han encontrado en Nuevo México, Colorado, Utah, Wyoming, Montana, Dakota del Norte  y Saskatchewan y han sido atribuidos a la edad edad mamífero de América del Norte Puerquense.